# Luis María Usoz Quintana
Luis María Usoz Quintana   (Sant Sebastià, 19 d'octubre de 1932 - Madrid, 10 de març de 1992) fou un jugador d'hoquei sobre herba basc, guanyador d'una medalla olímpica.
Va participar, als 27 anys, en els Jocs Olímpics d'Estiu de 1960 realitzats a Roma (Itàlia), on va aconseguir guanyar la medalla de bronze en la competició masculina per equips d'hoquei sobre herba. En els Jocs Olímpics d'Estiu de 1964 realitzats a Tòquio (Japó) aconseguí guanyar un diploma olímpic en finalitzar quart en la competició olímpica. En el seu palmarès també destaquen dues medalles als Jocs del Mediterrani, d'or el 1955 i de plata el 1963.
A nivell de clubs jugà als equips Batablanca, Tenis i Gaviria, Reial Club de Polo de Barcelona i Club de Campo de Madrid.
Una vegada retirat fou director tècnic de la selecció espanyola, primer masculina i posteriorment femenina. El 1962, 1963 i 1964 fou escollit millor esportista guipuscoà de l'any. Hi ha una club que porta el nom Club Deportivo Hockey Luis María Usoz.